# Lundtoft Station
Lundtoft Station er en tidligere station i Lundtoft på Sønderborgbanen i Jylland. Den åbnede for trafik i 1901, blev nedsat til trinbræt i 1966 og lukkede endeligt for trafik i 1974.
54°55′30.51″N 9°26′53.98″Ø / 54.9251417°N 9.4483278°Ø